# Unser blauer Planet
Unser blauer Planet (orig. The Blue Planet) ist eine achtteilige Naturdokumentation über den Lebensraum Meer. Die Serie mit deutschem Untertitel Die Naturgeschichte der Meere entstand unter Federführung der BBC und war erstmals im September 2001 im britischen Fernsehen zu sehen. Aus dem Material der Serie zusammen mit unveröffentlichten Sequenzen entstand zusätzlich der Kino-Dokumentarfilm Deep Blue.
Mit ihren Unterwasseraufnahmen setzte die Serie nach Meinung vieler Kritiker neue Maßstäbe. Das Produktionsteam unter Leitung des britischen Naturfilmers Alastair Fothergill arbeitete mehrere Jahre daran, das Leben im Meer auf Film zu bannen. Zeitweise arbeiteten bis zu zwölf Teams gleichzeitig. Gedreht wurde an über 200 Orten. Die Begleitmusik stammt von George Fenton. Der Sprecher der deutschen Fassung ist Norbert Langer.
Die Folgen haben eine Laufzeit von rund 50 Minuten, wurden aber für die deutsche Fernsehausstrahlung um je ca. 5 min gekürzt. Auch die DVDs enthalten nur die gekürzten Fassungen ohne englischen Originalton, weil es keine entsprechend gekürzte Originalfassung gibt.
Folgen
1. Leben im Meer
2. In der Tiefsee
3. Im offenen Meer
4. Im Eismeer
5. Im Wechsel der Jahreszeiten
6. Im Korallenmeer
7. Im Banne von Ebbe und Flut
8. An der Küste

Unter dem Titel Aus der Werkstatt der Filmemacher wurde zusätzlich ein Making-of ausgestrahlt.
Im Herbst 2017 wurde in Großbritannien die Fortsetzung Blue Planet II erstausgestrahlt. Als Der blaue Planet war sie im deutschen Fernsehen im Frühjahr 2018 zu sehen.

## Taxonomie
Die Art Syracosphaera azureaplaneta, eine Phytoplankton Spezies aus der Abteilung Haptophyta wurde 2018 nach der Naturdokumentations-Serie benannt (lat. azurea – blau; planeta – Planet). Mit dem Namen soll auch der Moderator Sir David Attenborough, für seinen Beitrag zur Förderung eines breiteren Verständnisses und Bewusstseins für die maritime Umwelt geehrt werden.